# 그릭 (드라마)
《그릭》(영어: Greek, 표기: GRΣΣK)은 2007년 7월 9일부터 2011년 3월 7일까지 ABC 패밀리에서 방영된 드라마이다. 소위 그릭 시스템(Greek system)이라 불리는 프러터니티와 서로리티를 소재로 했다.

## 개요
가상의 오하이오주 사이프러스로즈 대학의 남학생 사교 클럽(fraternity) 카파타우감마(ΚΤΓ)와 오메가치델타(ΩΧΔ), 여학생 사교 클럽(sorority) 제타베타제타(ΖΒΖ)에 가입했거나 이에 연관된 주변 인물들 사이에서 벌어지는 얘기를 다룬다.

## 출연
- 제이컵 재커
- 스펜서 그래머
- 스콧 마이클 포스터
- 제이크 맥도먼
- 앰버 스티븐스
- 딜샤드 바드사리아
- 클라크 듀크
- 티퍼니 듀폰트